# Скало деј Сарачени (Фођа)
Скало деј Сарачени (итал. Scalo dei Saraceni) је насеље у Италији у округу Фођа, региону Апулија.
Према процени из 2011. у насељу је живело 248 становника. Насеље се налази на надморској висини од 1 м.